# Nulato (rivière)

La rivière Nulato est un cours d'eau d'Alaska, aux États-Unis située dans la  Région de recensement de Yukon-Koyukuk. C'est un affluent  du fleuve Yukon.

## Description
Longue de 71 milles (114 km), elle coule en direction du nord-est pour se jeter dans le fleuve Yukon, à 1 milles (2 km) au sud-ouest de Nulato.
Son nom indien a été référencé en 1842-1844 par le lieutenant Lavrenti Zagoskine.

## Sources
- (en) « Nulato (rivière) », Geographic Names Information System